# 分公司
分公司，是一类公司法的概念，指公司在其住所以外設立的以自己的名義從事活動的分支機構。它对应的也称之为总公司或本公司。
总公司通常先于分公司而设立，且在公司内部管辖系统中，出于支配和领导地位（包括法律意义上的经营范围）；分公司不具有法律上和经济上的独立地位。根据《中华人民共和国公司法》第14条，公司可以设立分公司，应当向公司登记机关申请登记，领取营业执照。
虽然分公司不具备法人资格，但根据《中华人民共和国民事诉讼法》规定，部分分公司具有民事诉讼主体资格，其诉讼效力及于自身和总公司；而子公司的诉讼效力仅仅及于自身。

## 相关
- 子公司